# خزر عیسی‌اف

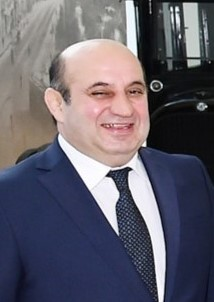
خزر ایسایف

خزر عیسی‌اف (روسی: Хазар Агаали оглу Исаев، ترکی آذربایجانی: Xəzər Ağaəli oğlu İsayev، زاده ۴ ژانویه ۱۹۶۳ در آغ‌اش، جمهوری آذربایجان) کشتی‌گیر اهل شوروی سابق و قهرمان جهان و اروپا در کشتی آزاد است. او اصالتاً آذری است.